# 恋のハーフムーン
「恋のハーフムーン」（こいのはーふむーん）は、太田裕美が1981年の3月に発売したシングルである。

## 解説
- 前作の『さらばシベリア鉄道』に引き続いて作詞・松本隆、作曲・大瀧詠一が担当。
- 当曲は、制作側（渡辺音楽出版）の依頼で大瀧自身が編曲とサウンドプロデュースを手掛けたが、一線級のミュージシャンを大勢起用し、通常の書き譜による編曲からの録音ではなく、録音現場で編曲をするヘッドアレンジの手法を取り、相当の時間をかけて同曲とカップリング曲「ブルー・ベイビー・ブルー」のオケを作ったため、通常ならアルバムが1枚出来るだけの制作費がかかってしまったという[2]。

## 収録曲
A面
1. 恋のハーフムーン（4分09秒）
  - 作詞:松本隆／作曲・編曲:大瀧詠一／ストリングス&ホーンアレンジ：松任谷正隆

B面
1. ブルー・ベイビー・ブルー（4分25秒）
  - 作詞:松本隆／作曲:大瀧詠一、編曲:大瀧詠一・荒川康男